# Выльыб
Выльыб — деревня в Корткеросском районе республики Коми в составе сельского поселения Большелуг.

## География
Расположена на правом берегу Вишеры примерно в 60 км по прямой на северо-восток от районного центра села Корткерос.

## История
Официальная дата образования 1784 год. Известна с 1892 года как деревня Вылибская с 252 жителями. В 1916 году здесь было дворов 51 и жителей 270, в 1926 — 70 и 262. В 1970 году — 316 человек, в 1989 — 279, в 1995 — 300 человек.

## Население
Постоянное население составляло 270 человек (коми 99 %) в 2002 году, 226 — в 2010.